# ヒューストン・アレクサンダー
ヒューストン・アレクサンダー（Houston Alexander、1972年3月22日 - ）は、アメリカ合衆国の男性総合格闘家。イリノイ州イーストセントルイス出身。グラッジ・トレーニング・センター/HITスクワッド所属。

## 来歴
2007年9月8日、UFC 75でアレッシオ・サカラと対戦。膝蹴りでダウンを奪いパウンドでTKO勝ち。ノックアウト・オブ・ザ・ナイトを受賞した。
2007年11月17日、UFC 78でチアゴ・シウバと対戦し、マウントパンチの連打でTKO負け。
2008年4月2日、UFC Fight Night: Florian vs. Lauzonでジェームス・アーヴィンと対戦。UFC最短タイ記録となる1ラウンド開始8秒でのKO負けを喫した。9月17日、UFC Fight Night: Diaz vs. Neerでエリック・シェイファーと対戦し、肩固めで一本負けを喫した。
2009年12月5日、The Ultimate Fighter: Heavyweights Finaleでは215ポンドのキャッチウェイトバウトでキンボ・スライスと対戦し、0-3の判定負けを喫した。
2010年9月11日、Shark Fightsでソクジュと対戦し、パウンドによるTKO勝ちを収めた。

## 人物・エピソード
- 6人の子供を持つシングルファーザー。うち1人には、2000年に片方の腎臓を提供している[4]。そのため、腹部にその際の手術痕が残っている。

## 戦績
| 総合格闘技 戦績 | 総合格闘技 戦績 | 総合格闘技 戦績 | 総合格闘技 戦績 | 総合格闘技 戦績 | 総合格闘技 戦績 | 総合格闘技 戦績 |
| --------------- | --------------- | --------------- | --------------- | --------------- | --------------- | --------------- |
| 24 試合         | (T)KO           | 一本            | 判定            | その他          | 引き分け        | 無効試合        |
| 13 勝           | 9               | 2               | 2               | 0               | 0               | 2               |
| 9 敗            | 5               | 2               | 2               | 0               | 0               | 2               |

| 勝敗 | 対戦相手                     | 試合結果                           | 大会名                                                                                   | 開催年月日     |
| ×    | ヤン・ブラホヴィッチ         | 5分3R終了 判定0-3                  | KSW 20: Fighting Symphony 【KSWライトヘビー級タイトルマッチ】                            | 2012年9月15日  |
| ×    | ギルバート・アイブル         | 1R 3:59 KO（パンチ）               | RFA 2: Yvel vs. Alexander                                                                | 2012年3月30日  |
| ×    | スティーブ・ボッセ           | 2R 4:11 KO（肘打ち）               | Instinct MMA: Instinct Fighting 1                                                        | 2011年10月7日  |
| ○    | ラザク・アルハッサン         | 2R終了時 TKO（ドクターストップ）   | MMA Fight Pit: Genesis                                                                   | 2011年8月13日  |
| ○    | ブライアン・アルビン         | 3R 0:26 TKO（パンチ連打）          | Psychout MMA: Caged in the Coliseum                                                      | 2011年6月25日  |
| ○    | ソクジュ                     | 2R 1:31 TKO（パウンド）            | Shark Fights 13: Jardine vs. Prangley                                                    | 2010年9月11日  |
| ○    | デビッド・グリフィン         | 5分3R終了 判定3-0                  | Ultra Fighter America 1: Clash at the Coliseum                                           | 2010年6月11日  |
| －   | ジャスティン・グリザード     | 2R ノーコンテスト（サミング）      | Extreme Challenge: The Aftermath                                                         | 2010年3月27日  |
| ×    | ジョーイ・ベルトラン         | 2R 3:49 TKO（パンチ連打）          | 5150 Combat League / XFL: New Year's Revolution 【5150 Combat Leagueヘビー級王座決定戦】 | 2010年1月16日  |
| ×    | キンボ・スライス             | 5分3R終了 判定0-3                  | The Ultimate Fighter: Heavyweights Finale                                                | 2009年12月5日  |
| ○    | シャーマン・ペンダーガースト | 1R 1:51 TKO（ローキック→パウンド） | Adrenaline MMA 4                                                                         | 2009年9月18日  |
| ×    | エリック・シェイファー       | 1R 4:53 肩固め                     | UFC Fight Night: Diaz vs. Neer                                                           | 2008年9月17日  |
| ×    | ジェームス・アーヴィン       | 1R 0:08 KO（右スーパーマンパンチ） | UFC Fight Night: Florian vs. Lauzon                                                      | 2008年4月2日   |
| ×    | チアゴ・シウバ               | 1R 3:25 TKO（マウントパンチ）      | UFC 78: Validaton                                                                        | 2007年11月17日 |
| ○    | アレッシオ・サカラ           | 1R 1:01 TKO（パウンド）            | UFC 75: Champion vs. Champion                                                            | 2007年9月8日   |
| ○    | キース・ジャーディン         | 1R 0:48 TKO（パウンド）            | UFC 71: Liddell vs. Jackson                                                              | 2007年5月26日  |
| －   | トッド・アリー               | 1R 3:23 ノーコンテスト（反則）     | Extreme Challenge 76                                                                     | 2007年3月31日  |
| ○    | ジョン・マーフィー           | 1R 0:56 TKO（パンチ連打）          | Extreme Challenge 76                                                                     | 2007年3月31日  |
| ○    | デミアン・デコラ             | 3分5R終了 判定3-0                  | Downtown Destruction 1                                                                   | 2005年1月12日  |
| ○    | ブランドン・キグリー         | 1R TKO（パンチ連打）               | Judgment Night 2                                                                         | 2004年11月3日  |
| ○    | ジャスティン・バトラー       | 1R 0:38 KO（パンチ連打）           | Gladiators 20                                                                            | 2003年3月15日  |
| ○    | チャック・パードー           | 1R ギブアップ（パンチ連打）        | Gladiators 17                                                                            | 2001年8月18日  |
| ○    | ジェイミー・ウェブ           | 1R ギブアップ（パンチ連打）        | Gladiaorts 16                                                                            | 2001年6月30日  |
| ×    | ジェイソン・メディーナ       | 2R 0:47 肩固め                     | Extreme Challenge 40                                                                     | 2001年6月16日  |

## 獲得タイトル
- Gladiaortsライトヘビー級王座